# 3713 Pieters
A 3713 Pieters (ideiglenes jelöléssel 1985 FA2) a Naprendszer kisbolygóövében található aszteroida. Edward L. G. Bowell fedezte fel 1985. március 22-én.